# Monster Hunter
Monster Hunter ist eine Videospielreihe des Genres Action-Rollenspiel, entwickelt und vertrieben von Capcom. Das erste Spiel erschien im März 2004 in Japan und im Mai 2005 in Deutschland für die PlayStation 2, ab Monster Hunter 3 Ultimate bis Monster Hunter Stories war die Serie exklusiv für Nintendokonsolen erhältlich. Bisher umfasst die Reihe vier Generationen mit zehn daraus hervorgegangenen Hauptspielen und weiteren Spin-offs. Capcoms Spielereihe hat bisher knapp 20 Millionen Exemplare abgesetzt, davon allein 17 Millionen in Japan, und ist damit eine der erfolgreichsten Videospiel-IPs dort.

## Spielprinzip
Monster Hunter beginnt sehr einfach, indem man in den ersten, meist sehr leichten, Missionen einfache Monster und diverse Nutztiere jagt. Aus den erhaltenen Materialien, wie Knochen, Fellen, Schuppen oder Zähnen werden Rüstungen und Waffen hergestellt. Die Quests haben unterschiedliche Ziele: Man muss verschiedene Aufgaben erledigen, beispielsweise das Sammeln bestimmter Items, Kombinieren von Gegenständen oder das Jagen oder Fangen von Wyvern. Je nach Ableger der Serie existieren verschiedene Queststufen im Dorf (Offline-Modus) und Jägerlager (Online-Modus).
Nach Erfüllung des Missionsziels bekommt man seine Belohnung, die unterschiedlich ausfällt, je nachdem wie schwer der Auftrag war und wie oft man in Ohnmacht gefallen ist (maximal dreimal). Die Quest Belohnung setzt sich je nach Quest Typ aus Sammel-Items, Monster Materialien und Verbrauchsgegenständen zusammen. Zusätzlich erhält man Zenny (Geld), Jägerrang-Punkte und Dorf-Punkte.
Mit den gesammelten Objekten, wie verschiedenen Erzen, Monsterknochen, Fellen, Klauen, Reißzähnen und anderen Materialien, kann man dann Waffen sowie Rüstungen herstellen. Die gesammelten Materialien kann man auch kombinieren, um effektivere oder nützlichere Gegenstände herzustellen. So werden Kräuter in Verbindung mit einem Pilz zu einem Heiltrank, dem wohl wichtigsten Utensil bei Ausführung der Quests. Die Waffen, die man herstellt, kann man verbessern, wobei der Preis immer weiter steigt und die Materialien immer seltener werden.
Es existieren folgende Waffenklassen:
- Schwert und Schild
- Großschwert
- Lanze
- Hammer
- Jagdhorn (nicht in Monster Hunter Tri erhältlich)
- Leichtes Bogengewehr
- Schweres Bogengewehr
- Doppelklingen (nicht in Monster Hunter Tri erhältlich)
- Gewehrlanze (nicht in Monster Hunter Tri erhältlich)
- Langschwert
- Bogen (nicht in Monster Hunter Tri erhältlich)
- Morph-Axt (ab Monster Hunter Tri)
- Tonfa (nur in Monster Hunter Frontier G-Genuine)
- Insektenglefe (ab Monster Hunter 4)
- Energieklinge (ab Monster Hunter 4)

Durch das Aufrüsten kann eine Waffe besondere Statuseffekte wie Feuer, Wasser, Drache, Donner, Eis oder Schlaf bzw. Lähmung oder Gift erlangen, auch steigt ihre Angriffsstärke. Manchmal erhält der Charakter durch Aufrüsten einer Waffe auch zusätzliche Verteidigungspunkte.
Im Gegensatz zu den meisten Rollenspielen (z. B. Diablo II) steigt der Charakter nicht im Level, sondern Jägerränge auf, aber auch die Rüstung und Bewaffnung macht einen Unterschied, sowie die zu bekämpfenden Monster.
Nach den ersten Übungsquests bekämpft man größere Monster und die erste Wyvern, eine Urform der Drachen. Diese Wesen sind deutlich stärker und widerstandsfähiger als die Monster der Übungsquests und benötigen manchmal sogar eine gute Taktik, um besiegt zu werden. Man kann z. B. Fallen legen, in welchen die Monster festgehalten werden, so sind sie für einen Moment schutzlos und können ohne Gegenwehr angegriffen werden. Als Belohnung (für das Töten/Fangen von Monstern etc.) gibt es bestimmte Monstermaterialien (Schuppen, Panzer, Knochen) oder andere nützliche 'Items', aus denen sich Rüstungen oder andere Gegenstände machen lassen.
Man kann sich nie ohne Aufgabe durch die Gebiete bewegen, aber das Zeitlimit von bis zu 50 Minuten lässt ausreichend Zeit, um Materialien zu sammeln. Ausnahmen gibt es in Monster Hunter Tri und Monster Hunter 3 Ultimate, dort kann man sich im „Moga-Wald“ ohne Zeitlimit und ohne zu erfüllende Aufgaben bewegen. Seit Monster Hunter World kann man die einzelnen Maps auch ohne Zeitlimit erkunden und dort Materialien sammeln. In Monster Hunter Rise sind das sogenannte „Expedition's Quest“.
Stärkere Rüstungen bzw. Waffen erfordern auch hochwertigere Objekte und mehr Geld (Zenny). Da aber hochwertige Erze extrem schwierig zu erhalten sind, sollte man sich gut überlegen, welche Objekte man herstellt (Rüstungen, Waffen, Dekorationen).
Dekorationen sind Objekte, die die Fähigkeiten einer Rüstung verbessern. Um Dekorationen einbauen zu können, werden sogenannte Slots erfordert, die aber nicht durch Verbesserung der Rüstung vermehrt werden können (in einem Rüstungsstück können höchstens 3 Slots vorhanden sein). In Monster Hunter Tri ist noch ein weiterer Ausrüstungsgegenstand dazugekommen, das Amulett. Man erhält sie durch Belohnungen, wobei sie sich erst noch „entwickeln“ müssen. Nach dieser Entwicklung zeigt sich, welchen Effekt sie haben bzw. unterstützen. Dies ermöglicht es, trotz manchmal weniger Slots, eine gänzlich neue Fähigkeit in die Rüstung einzubauen.
Es gibt verschiedene Rüstungsserien, je nach Jägerrang. Die S-Serie von Rüstungen sind erst ab den sogenannten „Hochrangigen Quests“ herzustellen (also von stärkeren Monstern). Diese sind um einiges verteidigungsstärker und haben meist ein anderes Aussehen und andere Fähigkeiten als die normalen Ausführungen der Rüstung. Die U-Serie verfügt über mehr Slots als die normale oder die S-Serie einer Rüstung. Für die S- oder U-Serie einer Rüstung werden hochwertige Objekte verlangt, die nur auf hochrangigen Quests erlangt werden können. In Monster Hunter Freedom Unite gibt es zusätzlich die X-Serie und die Z-Serie. Diese sind wie die S- und U-Serien, haben jedoch eine noch höhere Verteidigung und bieten andere Fähigkeiten. Man kann sie jedoch erst auf der sogenannten „G-Stufe“ (in MHFU ab Jägerrang 7), eine Stufe mit noch stärkeren Monstern, noch schwereren Quests und noch selteneren Materialien, herstellen.
Durch das Erfüllen bestimmter Schlüssel- oder Key-Quests einer Stufe, die für den Spieler nicht als solche zu erkennen sind, kann die „Dringende“ Quest freigeschaltet werden. Durch das Abschließen dieser wird die nächste Queststufe verfügbar.
Weiterhin kann man einem Wyvern den Schwanz zerschneiden oder das Horn abbrechen und damit zusätzliche Materialien bekommen, diese sind seltener als andere Items wie z. B. Schuppen etc.

## Online-Modus
Capcom stellt einen kostenlosen Server bereit, auf dem sich Quests zu viert bestreiten lassen. Man kann sich mit verschiedenen Spielern in einer großen Stadt, dem sogenannten Jägerlager, versammeln und dann zusammen auf die Jagd gehen. Das Level-System spielt hierbei eine entscheidende Rolle, der Jägerrang (kurz HR für Hunter Rank) entscheidet, ob der Spieler an besonders schweren Quests teilnehmen kann, um seltene Materialien zu erhalten. Zunächst muss der Jägerrang durch das erfüllen ganz bestimmter Quests auf der aktuellen Stufe erhöht werden, dadurch steht auch die nächsthöhere Queststufe zur Verfügung. Sobald man die richtigen Quests auf der letzten Queststufe abgeschlossen hat, ist es möglich, den Jägerrang bis auf 999 zu steigern, davor entspricht der Jägerrang immer der aktuellen Queststufe. Jede Quest gibt eine bestimmte Anzahl an HRP (Hunter’s Rank Points), welche benötigt werden, um im Jägerrang aufzusteigen. Mit weiterem Fortschritt im Spiel wird dies deutlich komplexer und neue Materialien sind erhältlich, die im Singleplayer-Modus unerreichbar sind. Somit wird es fast zur Pflicht, online auf Jagd zu gehen, da man sonst einen großen Teil des Spielinhalts verpassen würde.
Zum Online-Spiel benötigt man für neuere Titel der Serie lediglich einen Internetzugang. Frühe Ableger konnten nur offline im Lokalen Multiplayer gemeinsam gespielt werden, bei allen neuen und aktuellen Monster-Hunter-Spielen ist der Online Multiplayer integriert. Cheater sind in diesem Spiel sehr selten, aber durchaus existent. Der Fokus liegt hier mehr auf dem Besitz von Waffen und Materialien, welche nicht durch das Erfüllen von Quests, sondern durch das Editieren der Speicherdaten erlangt werden.
Als besonderes Ziel gibt es hier das Bestreiten von Event-Quests, die man teilweise auch schon mit einem niedrigen Jägerrang bestreiten kann. Bei diesen Quests gilt es komplexere Aufgaben zu lösen; das kann das Sammeln von vielen Materialien in kurzer Zeit oder auch das Erjagen oder Fangen einzelner oder mehrerer (zum Teil in Größe oder Stärke veränderter) Monster sein. Von Zeit zu Zeit werden neue Event-Quests bereitgestellt. Als Belohnung kann man besonders wertvolle Objekte erhalten, darunter auch solche, die nur mit der jeweiligen Event-Quest zu erhalten sind. Die Online-Server wurden am 30. April 2013 mit Erscheinen des Nachfolgers Monster Hunter 3 Ultimate abgeschaltet.
Der Online-Modus für den Nintendo 3DS ist erst ab Monster Hunter 4 Ultimate verfügbar. Man kann mit bis zu 3 anderen Spielern im Jägerlager alle Online Quests erfüllen. Diese Möglichkeit gibt es auch schon in der Demo-Version von Monster Hunter 4 Ultimate und Monster Hunter Generations.

## Teile der Reihe
- Monster Hunter: Der erste Teil erschien am 11. März 2004 in Japan, am 21. September 2004 in Nordamerika und am 27. Mai 2005 in Europa.
- Monster Hunter G: Monster Hunter G erschien am 20. Januar 2005 nur in Japan und Taiwan. Die Features wurden in Monster Hunter 2 eingebaut.
- Monster Hunter Freedom: Monster Hunter Freedom erschien am 1. Dezember 2005 für die PlayStation Portable in Japan und am 12. Mai 2006 in Deutschland. Die Portable Reihen unterscheiden sich allgemein von den Hauptspielen.
- Monster Hunter i: Monster Hunter i erschien am 6. Februar 2006 für die DoCoMo-Mobiltelefone der FOMA 90er-Serie.
- Monster Hunter 2: Monster Hunter 2 erschien am 16. Februar 2006 in Japan. Ein US- bzw. EU-Release gab es nie, begründet wird das mit der geringen Verkaufszahl von Monster Hunter in den USA und der EU.
- Monster Hunter Freedom 2 (auch als Monster Hunter Portable 2nd in Japan): erschien am 22. Februar 2007 in Japan für die PSP. Nach der Famitsu wurden allein am ersten Tag 500.000 Stück und in der ersten Woche 780.000 Stück verkauft. Bis zum März 2007 wurden 1.000.000 Stück verkauft.[2] In Europa erschien es am 9. September 2007. Er enthält alle Features aus Monster Hunter 2, jedoch spielt diese Version in einem anderen Dorf namens Pokke Dorf und hat viele Veränderungen gegenüber des Hauptspiels Monster Hunter 2.
- Monster Hunter Frontier: Monster Hunter Frontier erschien am 5. Juli 2007 in Japan für Windows. Zusätzlich erschien im Sommer 2010 dieser Teil für die Xbox 360 in Japan.
- Monster Hunter Portable 2nd G: MHP2G (PSP) wurde am 27. März 2008 in Japan (25. März für Hongkonger Vorbesteller) veröffentlicht, es sind einige Inhalte des Monster Hunter Frontiers (PC) Spiels enthalten z. B. die Monster Hypnock und Volganos sowie Waffen und Rüstungen. Die Ladezeiten wurden verkürzt sowie eine „Installations“-Routine hinzugefügt, die häufig genutzte Dateien auf den Memorystick des Nutzers aufspielt, was die Ladezeit noch mehr verkürzt. In Europa erscheint das Spiel unter dem Namen Monster Hunter Freedom Unite am 26. Juni 2009.
- Monster Hunter Freedom Unite: MHFU (PSP) erschien am 26. Juni 2009 in Europa und ist die Erweiterung von Monster Hunter Freedom 2. Alle Gegenstände und Waffen können importiert werden. Es ist die westliche Version von dem Japanischen Portable 2nd G Spiel.
- Monster Hunter Tri: Der dritte Teil der Reihe ist für die Nintendo Wii erschienen und wird seit dem 1. August 2009 in Japan verkauft. Nintendo übernahm den Vertrieb in Europa und veröffentlichte Monster Hunter Tri am 23. April 2010 und damit auch in Deutschland.[3] Als Novum für die Serie in Europa gibt es erstmals spezielle „Limited Editions“ mit weiterem Zubehör.[4]
- Monster Hunter Portable 3rd ist am 1. Dezember 2010 in Japan erschienen, es ist eine Fortsetzung der in Deutschland als Monster Hunter Freedom bekannten Reihe. Diese Version spielt in einem anderen Dorf als bei Tri und gilt als eigenes Spiel.
- Monster Hunter Tri G ist der dritte Teil von Monster Hunter für den Nintendo 3DS, der Ende 2011 erschien.
- Monster Hunter 3 Ultimate ist am 22. März 2013 für Wii U und 3DS erschienen. Die beiden Versionen sind untereinander kompatibel.[5] Es stellt das Pendant zum japanische Monster Hunter 3G dar.
- Monster Hunter 4 ist am 28. September 2013 in Japan exklusiv für den 3DS erschienen.
- Monster Hunter Online wird in China für den PC erscheinen und wird auf der CryEngine 3 basieren, ob es nach Europa kommt, ist unklar.
- Monster Hunter 4 Ultimate erschienen am 13. Februar 2015 für den Nintendo 3DS in Europa und stellt das Pendant zu dem japanischen Monster Hunter 4 G dar.
- Monster Hunter X (Cross) erschienen am 28. November 2015 in Japan für die Nintendo 3DS Familie und bietet neue Elemente und alte Monster bekommen ein Comeback. In Europa und den USA erschien es am 15. Juli 2016 unter dem Namen Monster Hunter Generations.[6]
- Monster Hunter XX (Double Cross) wurde am 27. Oktober 2016 in Japan für die Nintendo 3DS Familie und die Nintendo Switch angekündigt.
- Monster Hunter Stories erschien weltweit am 8. September 2017 für die Nintendo 3DS Familie sowie später auch auf iOS und Android.
- Monster Hunter: World erschien am 26. Januar 2018 für die PlayStation 4 und Xbox One, die PC-Version ist am 9. August 2018 auf Steam und am 3. September 2018 im Handel erschienen.[7]
- Monster Hunter Generations Ultimate erschien am 28. August 2018 für Nintendo Switch in Europa und den USA.[8]
- Monster Hunter World: Iceborne erschien am 6. September 2019 für PS4 und Xbox One, am 9. Januar 2020 folgte die PC-Version der Erweiterung.[9]
- Monster Hunter Rise erschien am 26. März 2021 exklusiv für die Nintendo Switch und ist seit dem 12. Januar 2022 auch auf dem PC verfügbar.[10]
- Monster Hunter Stories 2: Wings of Ruin erschien am 9. Juli 2021 für Nintendo Switch und auf dem PC (Steam).[11] Im Januar 2023 erschienen Versionen für die PlayStation 5 und Xbox Series.
- Monster Hunter Rise: Sunbreak die Erweiterung von Monster Hunter Rise erschien am 30. Juli 2022 für Nintendo Switch und zeitgleich auf dem PC (Steam).
- Monster Hunter Now: Der Mobile Ableger wurde am 14. September 2023 für iOS und Android veröffentlicht.
- Monster Hunter Wilds erschien am 28. Februar 2025 für Playstation 5, Xbox Series X/S und PC.[12]

## Adaption als Manga
Mit dem Start des neuen Shōnen Rival im April 2008 veröffentlichte der Kōdansha-Verlag unter Lizenz von Capcom eine Manga-Serie mit dem Titel Monster Hunter Orage (japanisch モンスターハンターオラージュ, monstā hantā orāju, „orage“ frz. für „Sturm“). Autor und Zeichner der Serie ist Hiro Mashima, der über den Kodansha-Verlag bereits mit den Titeln RAVE oder Fairy Tail bekannt wurde und parallel zur monatlichen Serie auch den Manga Fairy Tail auf wöchentlicher Basis veröffentlichte.
Die Handlung basiert lose auf den Spielen und dreht sich um eine Gruppe von Forbidden Hunter und ihren Abenteuern.
Bis April 2009 wurden insgesamt 14 Kapitel veröffentlicht, welche in vier Sammelbände zusammengefasst und neu veröffentlicht wurden. Der erste Band erreichte in den japanischen, von Tohan ermittelten Manga-Verkaufscharts Platz 8, hielt sich aber lediglich eine Woche. Vom zweiten Band wurden zwei Wochen nach Veröffentlichungen annähernd 150.000 Kopien verkauft, wodurch er in diesen Wochen zeitweilig auf Rang 9 der Verkaufscharts gelistet wurde.

## Cameos
- In dem PlayStation-Portable-Spiel Metal Gear Solid Peace Walker kann man, wenn man bestimmte Bedingungen erfüllt hat, zu einer Monster-Hunter-Insel fahren, auf der man u. a. gegen Rathalos kämpfen und dafür besondere Belohnungen erhalten kann.
- In Monster Hunter Freedom 3 kann man Rüstungen erhalten, die von Metal Gear Solid inspiriert sind. Als männlicher Spieler erhält man den Suit von Big Boss, als Frau gleicht die Rüstung der von „The Boss“. Felyne können eine Solid Snake Rüstung erhalten.
- In dem Japan-exklusiven PSP-Spiel Monster Hunter Diary: Poka Poka Felyne Village kann man Kleidung und Plüschtiere für die Felyne erhalten, die von Hello Kitty inspiriert ist.